# Acarnissament
L'acarnissament és una circumstància agreujant de la responsabilitat criminal de l'agent, generalment prevista en els delictes contra les persones. Es defineix l'acarnissament com el patiment no-ordinari i innecessari provocat per un subjecte a la seva víctima, sigui pel dolor que se li fa experimentar o per la prolongació de la seva agonia.

## L'acarnissament en la legislació argentina
És una circumstància agreujant prevista en l'art. 80 inc. 2º del Codi Penal de la República Argentina, es tindrà en compte l'acarnissament quan, subjectivament, la finalitat de l'agent va ser el patiment aplicat a la víctima; la preordenació de l'elecció dels mitjans per causar el sofriment extraordinari al subjecte passiu.
És prescindible la satisfacció d'una tendència sàdica o el gaudi de l'agent pel sofriment de la víctima. Només importa el turment deliberat produït sobre el subjecte passiu.

## L'acarnissament en la legislació espanyola
L'article 139.3º del Codi Penal es refereix a l'acarnissament com a agreujant específica de l'assassinat amb l'expressió «augmentant deliberada i inhumanament el dolor de l'ofès».
Per la seva banda, l'article 22.5ª, sense utilitzar el terme, considera circumstància agreujant genèrica «augmentar deliberadament i inhumanament el sofriment de la víctima, causant a aquesta patiments innecessaris per a l'execució del delicte».
En tots dos casos es fa referència a una forma d'actuar en la qual l'autor, en el curs de l'execució del fet, a més de perseguir el resultat propi del delicte, en l'assassinat la mort de la víctima, causa, de forma deliberada, altres mals que excedeixen dels necessàriament units a la seva acció típica, per tant innecessaris objectivament per aconseguir el resultat, buscant la provocació d'un sofriment afegit a la víctima.
Calen, doncs, dos elements:
a) Un d'objectiu constituït per la provocació de mals objectivament innecessaris per aconseguir el resultat típic, que augmenten el dolor o sofriment de la víctima.
b) I un altre subjectiu, consistent que l'autor ha d'executar, de manera conscient i deliberada, uns actes que ja no estan dirigits de manera directa a la consumació del delicte, sinó a l'augment del sofriment de la víctima, (STS núm. 1554/2003, de 19 de novembre).
Per tant, quan l'autor coneix que les seves accions prèvies ja són suficients per causar la mort, els actes afegits, si objectivament són adequats per a això i no pot aportar-se una altra raó probable i versemblant, poden atribuir-se al seu desig de causar un mal major a la víctima.
Exemple:
| « | …Tenint en consideració les proves pericials practicades en l'acte del judici oral, particularment les declaracions dels mèdics forenses, en relació amb l'autòpsia practicada, que van posar de manifest els múltiples senyals que en el cos de la víctima van deixar els cops rebuts per aquest en els moments anteriors a la seva defunció: múltiples hematomes en regió *malar i mandibular esquerres, regió mandibular dreta, mentó i zones cervicals, així com fractura del nas i contusions en una mà i en els dos genolls; reveladores del sofriment, innecessari per a la mort, al fet que es va sotmetre a l'acusat per fer-li sofrir més en venjança per la seva participació en la mort del germà de Millán, fets constitutius de l'acarnissament, circumstància qualificadora del delicte d'assassinat (art. 139.3ª CP). | » |